# Gare d'Alexandria
La  gare d'Alexandria à Alexandria dans le canton de North Glengarry est desservie par le train Ottawa-Montréal de Via Rail Canada.